# Dirka po Italiji 1959
Dirka po Italiji 1959 (italijansko Giro d'Italia 1959) je 42. izvedba dirke po Italiji, tritedenske moške cestne kolesarske etapne dirke. Začela se je 16. maja v Milanu in končala 7. junija v Milanu. Sodelovalo je 130 kolesarjev iz 13-ih ekip. Rožnato majico je drugič osvojil Charly Gaul (EMI), drugo mesto Jacques Anquetil (Helyett–Leroux–Fynsec–Hutchinson), tretje pa Diego Ronchini (Bianchi–Pirelli). Zeleno majico je osvojil Charly Gaul.

## Ekipe
- Atala–Pirelli–Lygi
- Bianchi–Pirelli
- Carpano
- EMI
- Faema–Guerra
- Ghigi–Ganna
- Ignis–Frejus
- Legnano–Pirelli
- Molteni
- Helyett–Leroux–Fynsec–Hutchinson
- San Pellegrino
- Torpado–Clement
- Tricofilina

## Etape
| Etapa | Datum    | Štart/Cilj                                | Razdalja    | Tip         | Tip                  | Zmagovalec               |             |
| ----- | -------- | ----------------------------------------- | ----------- | ----------- | -------------------- | ------------------------ | ----------- |
| 1     | 16. maj  | Milano – Salsomaggiore Terme              | 135 km      |             | ravninska etapa      | Rik Van Looy (BEL)       |             |
| 2     | 17. maj  | Salsomaggiore Terme – Salsomaggiore Terme | 22 km       |             | posamični kronometer | Jacques Anquetil (FRA)   |             |
| 3     | 18. maj  | Salsomaggiore Terme – Abetone             | 180 km      |             | gorska etapa         | Charly Gaul (LUX)        |             |
| 4     | 19. maj  | Abetone – Arezzo                          | 178 km      |             | gorska etapa         | Armando Pellegrini (ITA) |             |
| 5     | 20. maj  | Arezzo – Rim                              | 243 km      |             | gorska etapa         | Rik Van Looy (BEL)       |             |
| 6     | 21. maj  | Rim – Neapelj                             | 213 km      |             | ravninska etapa      | Miguel Poblet (ESP)      |             |
| 7     | 22. maj  | Ercolano – Vezuv                          | 8 km        |             | posamični kronometer | Charly Gaul (LUX)        |             |
| 8     | 23. maj  | Ischia – Ischia                           | 31 km       |             | posamični kronometer | Antonino Catalano (ITA)  |             |
| 9     | 24. maj  | Neapelj – Vasto                           | 206 km      |             | ravninska etapa      | Gastone Nencini (ITA)    |             |
| 10    | 25. maj  | Vasto – Teramo                            | 148 km      |             | ravninska etapa      | Rino Benedettii (ITA)    |             |
| 11    | 26. maj  | Ascoli Piceno – Rimini                    | 245 km      |             | ravninska etapa      | Rik Van Looy (BEL)       |             |
| 12    | 27. maj  | Rimini – San Marino (San Marino)          | 141 km      |             | gorska etapa         | Nino Defilippis (ITA)    |             |
|       | 28. maj  | dan počitka                               | dan počitka | dan počitka | dan počitka          | dan počitka              | dan počitka |
| 13    | 29. maj  | Rimini – Verona                           | 233 km      |             | ravninska etapa      | Miguel Poblet (ESP)      |             |
| 14    | 30. maj  | Verona – Rovereto                         | 143 km      |             | gorska etapa         | Rik Van Looy (BEL)       |             |
| 15    | 31. maj  | Trento – Bolzano                          | 198 km      |             | gorska etapa         | Miguel Poblet (ESP)      |             |
| 16    | 1. junij | Bolzano – San Pellegrino Terme            | 245 km      |             | gorska etapa         | Alessandro Fantini (ITA) |             |
| 17    | 2. junij | San Pellegrino Terme – Genova             | 241 km      |             | ravninska etapa      | Arigo Padovan (ITA)      |             |
| 18    | 3. junij | Genova – Torino                           | 180 km      |             | gorska etapa         | Vito Favero (ITA)        |             |
| 19    | 4. junij | Torino – Susa                             | 51 km       |             | posamični kronometer | Jacques Anquetil (FRA)   |             |
| 20    | 5. junij | Torino – Saint-Vincent                    | 100 km      |             | ravninska etapa      | Alfredo Sabbadin (ITA)   |             |
| 21    | 6. junij | Aosta – Courmayeur                        | 296 km      |             | gorska etapa         | Charly Gaul (LUX)        |             |
| 22    | 7. junij | Courmayeur – Milano                       | 220 km      |             | ravninska etapa      | Rolf Graf (SUI)          |             |
|       | Skupaj   | Skupaj                                    | 3657 km     | 3657 km     | 3657 km              | 3657 km                  | 3657 km     |

## Razvrstitev po klasifikacijah
| Etapa  | Zmagovalec         | Rožnata majica · | Zelena majica ·                   | Ekipno             |
| ------ | ------------------ | ---------------- | --------------------------------- | ------------------ |
| 1      | Rik Van Looy       | Rik Van Looy     | brez                              | Faema–Guerra       |
| 2      | Jacques Anquetil   | Jacques Anquetil | brez                              | Faema–Guerra       |
| 3      | Charly Gaul        | Charly Gaul      | Charly Gaul                       | Faema–Guerra       |
| 4      | Armando Pellegrini | Charly Gaul      | Charly Gaul in Armando Pellegrini | EMI                |
| 5      | Rik Van Looy       | Charly Gaul      | Charly Gaul in Joseph Hoevenars   | Faema–Guerra       |
| 6      | Miguel Poblet      | Charly Gaul      | Charly Gaul in Joseph Hoevenars   | Faema–Guerra       |
| 7      | Charly Gaul        | Charly Gaul      | Charly Gaul                       | Faema–Guerra       |
| 8      | Antonino Catalano  | Charly Gaul      | Charly Gaul                       | Faema–Guerra       |
| 9      | Gastone Nencini    | Charly Gaul      | Charly Gaul                       | EMI                |
| 10     | Rino Benedettii    | Charly Gaul      | Charly Gaul                       | EMI                |
| 11     | Rik Van Looy       | Charly Gaul      | Charly Gaul                       | Faema–Guerra       |
| 12     | Nino Defilippis    | Charly Gaul      | Charly Gaul                       | EMI                |
| 13     | Miguel Poblet      | Charly Gaul      | Charly Gaul                       | Faema–Guerra       |
| 14     | Rik Van Looy       | Charly Gaul      | Charly Gaul                       | EMI                |
| 15     | Miguel Poblet      | Jacques Anquetil | Charly Gaul                       | EMI                |
| 16     | Alessandro Fantini | Jacques Anquetil | Charly Gaul                       | EMI                |
| 17     | Arigo Padovan      | Jacques Anquetil | Charly Gaul                       | Atala–Pirelli–Lygi |
| 18     | Vito Favero        | Jacques Anquetil | Charly Gaul                       | Atala–Pirelli–Lygi |
| 19     | Jacques Anquetil   | Jacques Anquetil | Charly Gaul                       | Atala–Pirelli–Lygi |
| 20     | Alfredo Sabbadin   | Jacques Anquetil | Charly Gaul                       | Atala–Pirelli–Lygi |
| 21     | Charly Gaul        | Charly Gaul      | Charly Gaul                       | Atala–Pirelli–Lygi |
| 22     | Rolf Graf          | Charly Gaul      | Charly Gaul                       | Atala–Pirelli–Lygi |
| Skupaj | Skupaj             | Charly Gaul      | Charly Gaul                       | Atala–Pirelli–Lygi |

## Končna razvrstitev
| Legenda | Legenda                                  | Legenda | Legenda                                    |
| ------- | ---------------------------------------- | ------- | ------------------------------------------ |
|         | Predstavlja vodilnega v skupnem seštevku |         | Predstavlja vodilnega v gorski razvrstitvi |

### Rožnata majica
| Poz. | Kolesar                   | Ekipa                            | Čas          |
| ---- | ------------------------- | -------------------------------- | ------------ |
| 1    | Charly Gaul (LUX)         | EMI                              | 101h 50' 54" |
| 2    | Jacques Anquetil (FRA)    | Helyett–Leroux–Fynsec–Hutchinson | + 6' 12"     |
| 3    | Diego Ronchini (ITA)      | Bianchi–Pirelli                  | + 6' 16"     |
| 4    | Rik Van Looy (BEL)        | Faema–Guerra                     | + 7' 17"     |
| 5    | Imerio Massignan (ITA)    | Legnano–Pirelli                  | + 7' 31"     |
| 6    | Miguel Poblet (ESP)       | Ignis–Frejus                     | + 10' 21"    |
| 7    | Graziano Battistini (ITA) | Legnano–Pirelli                  | + 10' 47"    |
| 8    | Guido Carlesi (ITA)       | Molteni                          | + 13' 35"    |
| 9    | Ernesto Bono (ITA)        | San Pellegrino                   | + 13' 36"    |
| 10   | Gastone Nencini (ITA)     | Carpano                          | + 13' 49"    |

### Zelena majica
| Poz. | Kolesar                   | Ekipa                            | Točke |
| ---- | ------------------------- | -------------------------------- | ----- |
| 1    | Charly Gaul (LUX)         | EMI                              | 560   |
| 2    | Imerio Massignan (ITA)    | Legnano–Pirelli                  | 320   |
| 3    | Hans Junkermann (GER)     | Faema–Guerra                     | 300   |
| 4    | Vito Favero (ITA)         | Atala–Pirelli–Lygi               | 250   |
| 5    | Graziano Battistini (ITA) | Legnano–Pirelli                  | 110   |
| 6    | Joseph Hoevenars (BEL)    | Faema–Guerra                     | 100   |
| 6    | Aurelio Cestari (ITA)     | Atala–Pirelli–Lygi               | 100   |
| 6    | Angelo Conterno (ITA)     | Carpano                          | 100   |
| 9    | Pasquale Fornara (ITA)    | EMI                              | 90    |
| 10   | Armando Pellegrini (ITA)  | EMI                              | 80    |
| 10   | Jacques Anquetil (FRA)    | Helyett–Leroux–Fynsec–Hutchinson | 80    |
| 10   | Rik Van Looy (BEL)        | Faema–Guerra                     | 80    |
| 10   | Michele Gismondi (ITA)    | Tricofilina                      | 80    |
| 10   | André Darrigade (FRA)     | Helyett–Leroux–Fynsec–Hutchinson | 80    |
| 10   | Nino Defilippis (ITA)     | Carpano                          | 80    |

### Ekipna razvrstitev
| Poz. | Ekipa                            | Točke  |
| ---- | -------------------------------- | ------ |
| 1    | Atala–Pirelli–Lygi               | 4115   |
| 2    | EMI                              | 3830   |
| 3    | Faema–Guerra                     | 2990   |
| 4    | Carpano                          | 2700   |
| 5    | Helyett–Leroux–Fynsec–Hutchinson | 2070   |
| 6    | Legnano–Pirelli                  | 2035   |
| 7    | Ignis–Frejus                     | 1980   |
| 8    | Ghigi–Ganna                      | 1555   |
| 9    | Molteni                          | 1190   |
| 10   | Bianchi–Pirelli                  | 1157.5 |